# سانتا روزا د ویتربو (بویاکا)
سانتا روزا د ویتربو (انگلیسی: Santa Rosa de Viterbo, Boyacá) نام شهری در کشور کلمبیا است.